# Жълтозелен смок
Жълтозелен смок (Hierophis viridiflavus), наричан също зелен смок, е вид влечуго от семейство Смокообразни (Colubridae).

## Разпространение
Видът е разпространен в Андора, Испания, Италия, Малта, Словения, Франция, Хърватия и Швейцария.